# Penns Grove
 Penns Grove  est une ville au New Jersey dans le Comté de Salem.

## Histoire
Les Britanniques s'installent au bord de la rivière Delaware en 1680. La ville se situe à 50 kilomètres au sud de Philadelphie.
Durant la Guerre d'indépendance des États-Unis lors du massacre de Hancock House commis par les Britanniques contre les milices locales lors du raid de Salem en 1778, le juge de Penns Grove est assassiné.

## Climat
| Mois                              | jan. | fév. | mars | avril | mai  | juin | jui. | août  | sep. | oct. | nov. | déc. | année |
| --------------------------------- | ---- | ---- | ---- | ----- | ---- | ---- | ---- | ----- | ---- | ---- | ---- | ---- | ----- |
| Température minimale moyenne (°C) | −5,9 | −4,7 | −0,4 | 4,1   | 9,8  | 14,8 | 18,2 | 17,5  | 13,1 | 6,5  | 2,1  | −3,2 | 6     |
| Température maximale moyenne (°C) | 4,7  | 5,8  | 10,9 | 15,9  | 21,8 | 26,7 | 29,2 | 28,5  | 24,8 | 18,9 | 13,2 | 7,4  | 17,3  |
| Précipitations (mm)               | 87,9 | 77,7 | 91,9 | 90,4  | 84,6 | 67,1 | 97,3 | 105,2 | 74,4 | 71,6 | 90,9 | 84,3 | 1 023 |
| dont neige (cm)                   | 16   | 17,3 | 5,3  | 1     | 0    | 0    | 0    | 0     | 0    | 0    | 1,3  | 5,8  | 46,7  |

## Personnes célèbres
- John Forsythe (1918-2010), acteur.
- Don Bragg (1935-2019), champion olympique du saut à la perche en 1960.